# DBU's Landspokalturnering for herrer 1956-57
DBUs Landspokalturnering for herrer 1956/1957 var den tredje udgave af DBUs Landspokalturnering for herrer. AGF vandt turneringen for anden gang, da holdet i finalen besejrede Esbjerg fB med 2-0. De forsvarende pokalmestre fra Boldklubben Frem blev slået ud i semifinalerne af de senere vindere fra AGF, som dermed fik revanche for nederlaget til netop Frem i turneringen året før.

## Kampe og resultater

### 1. runde
Første runde havde deltagelse af 54 hold. Alle holdene spillede uden for de tre divisioner i Danmarksturneringen.
| Kamp                           | Res.  |
| ------------------------------ | ----- |
| Bagenkop IF − Haarby BK        | 4-2   |
| Borup FF − Skelund IF          | 5-1   |
| Brønderslev IF − Vejgaard BSK  | 3-4   |
| BK Dalgas − Rødby fB           | 7-3   |
| Esbjerg B 1929 − Bogense G&IF  | 6-2   |
| Frem Sakskøbing − Holbæk B&I   | 5-3   |
| Glamsbjerg IF − Odense KFUM    | 2-3   |
| Grenaa IF − Nibe BK            | 0-2   |
| Handelsstandens BK − Rønne IK  | 2-0   |
| Holte IF − Præstø IF           | 10-40 |
| Humlebæk BK − BK Hekla         | 3-1   |
| Husum BK − Tølløse BK          | 5-3   |
| Hvidovre IF − Frederikssund IK | 3-2   |
| Kastrup BK − Frederiksberg BK  | 3-2   |

| Kamp                              | Res.  |
| --------------------------------- | ----- |
| Kolding IF − Nyborg GIF           | 1-0   |
| Kølkær G&IF − Nørre Aaby IK       | 02-14 |
| Nørresundby BK − Herning Fremad   | 1-2   |
| Nykøbing Mors IF − Silkeborg IF   | 3-4   |
| Roskilde B 1906 − Tuse Næs BK     | 9-3   |
| BK Rødovre − Brøndbyvester IF     | 5-1   |
| Skive IK − Vorup Frederiksberg BK | 2-3   |
| Store Heddinge BK − Østerbro BK   | 2-5   |
| Sundby BK − Korsør BK             | 1-2   |
| Svendborg BK − Varde BK           | 2-3   |
| BK Velo − Frederiksborg IF        | 3-5   |
| Viborg FF − Skagen IK             | 4-0   |
| Aabenraa BK − Fredericia KFUM     | 4-3   |

### 2. runde

#### Hold
I anden runde deltog 32 hold fordelt på:
- 27 vindere fra 1. runde.
- 5 hold, som havde været oversiddere i første runde, og som derfor først trådte ind i turneringen i denne runde.

#### Kampe
| Kamp                          | Res. |
| ----------------------------- | ---- |
| B 1908 − Handelsstandens BK   | 1-0  |
| Bagenkop IF − IK Viking       | 3-4  |
| Borup FF − ØB                 | 1-4  |
| Esbjerg B 1929 − Vejgaard BSK | 4-1  |
| Frem Sakskøbing − Husum BK    | 2-1  |
| Herning Fremad − Viborg FF    | 1-2  |
| Holte IF − B 1921             | 1-3  |
| Kastrup BK − Nørre Aaby IK    | 1-4  |

| Kamp                                     | Res. |
| ---------------------------------------- | ---- |
| Korsør BK − Aabenraa BK                  | 5-0  |
| Nibe BK − Kolding IF                     | 4-2  |
| Odense KFUM − Vejen SF                   | 4-2  |
| Roskilde B 1906 − Vorup Frederiksberg BK | 1-3  |
| BK Rødovre − BK Dalgas                   | 3-4  |
| Silkeborg IF − Frederiksborg IF          | 3-4  |
| Skjold Birkerød − Hvidovre IF            | 3-2  |
| Varde BK − Humlebæk BK                   | 5-9  |

### 3. runde

#### Hold
I tredje runde deltog 32 hold fordelt på:
- 16 vindere fra 2. runde.
- 16 hold fra Danmarksturneringen 1956-57: Nr. 7-10 fra 2. division 1955-56 og nr. 1-10 fra 3. division 1955-56 samt de to oprykkere til 3. division, som trådte ind i turneringen i denne runde.

| 1. division                                          | 2. division                                                                                    | 3. division | Øvrige rækker |
| ---------------------------------------------------- | ---------------------------------------------------------------------------------------------- | --- | --- |
| De 10 hold trådte først ind i turneringen i 4. runde | HIK KFUM Næstved IF Brønshøj BK De resterende 6 hold trådte først ind i turneringen i 4. runde | Ikast FS Frederikshavn fI Helsingør IF B 1901 AaB Fremad Amager Randers Freja Aalborg Chang Nakskov BK Otterup B&IK Brande IF Lendemark BK | B 1908 B 1921 BK Dalgas Esbjerg B 1929 Frederiksborg IF Frem Sakskøbing Humlebæk BK IK Viking Korsør BK Nibe BK Nørre Aaby IK Odense KFUM Skjold Birkerød Viborg FF Vorup Frederiksberg BK ØB |

#### Kampe
| Dato | Kamp                            | Res. |
| ---- | ------------------------------- | ---- |
| ?    | B 1901 − Frederiksborg IF       | 6-3  |
| ?    | Brande IF − B 1921              | 2-4  |
| 9.9. | Frederikshavn fI − Helsingør IF | 2-5  |
| ?    | Frem Sakskøbing − ØB            | 2-4  |
| ?    | Fremad Amager − Esbjerg B 1929  | 5-3  |
| ?    | HIK − Odense KFUM               | 3-1  |
| ?    | KFUM − Viborg FF                | 2-3  |
| ?    | Korsør BK − B 1908              | 3-1  |

| Dato | Kamp                                 | Res.  |
| ---- | ------------------------------------ | ----- |
| ?    | Lendemark BK − Ikast FS              | 00-11 |
| ?    | Nibe BK − Brønshøj BK                | 4-6   |
| ?    | Næstved IF − BK Dalgas               | 7-2   |
| ?    | Otterup B&IK − Skjold Birkerød       | 1-3   |
| ?    | Randes Freja − Nørre Aaby IK         | 4-0   |
| ?    | IK Viking − AaB                      | 1-0   |
| ?    | Vorup Frederiksberg BK − Humlebæk BK | 3-1   |
| ?    | Aalborg Chang − Nakskov BK           | 5-2   |

### 4. runde

#### Hold
I fjerde runde deltog 32 hold fordelt på:
- 16 vindere fra 3. runde.
- 16 hold fra 1. og 2. division: Nr. 1-10 fra 1. division 1955-56 og nr. 1-6 fra 2. division 1955-56, som trådte ind i turneringen i denne runde.

| 1. division                                                           | 2. division                                                             | 3. division                                                            | Øvrige rækker                                                                  |
| --------------------------------------------------------------------- | ----------------------------------------------------------------------- | ---------------------------------------------------------------------- | ------------------------------------------------------------------------------ |
| AGF AB BK Frem Skovshoved IF KB Vejle BK Esbjerg fB B 1909 AIA B 1903 | OB Køge BK Brønshøj BK B.93 B 1913 Vanløse IF Næstved IF Horsens fS HIK | Ikast FS Helsingør IF B 1901 Fremad Amager Randers Freja Aalborg Chang | B 1921 IK Viking Korsør BK Skjold Birkerød Viborg FF Vorup Frederiksberg BK ØB |

#### Kampe
| Dato | Kamp                   | Res. |
| ---- | ---------------------- | ---- |
| ?    | AB − Skovshoved IF     | 3-2  |
| ?    | AGF − Skjold Birkerød  | 6-0  |
| ?    | AIA − Næstved IF       | 6-5  |
| ?    | B 1901 − Fremad Amager | 1-3  |
| ?    | B 1903 − ØB            | 3-1  |
| ?    | B 1909 − B.93          | 3-2  |
| ?    | B 1913 − B 1921        | 4-2  |
| ?    | Brønshøj BK − OB       | 3-2  |

| Dato  | Kamp                             | Res. |
| ----- | -------------------------------- | ---- |
| ?     | Esbjerg fB − Viborg FF           | 3-2  |
| ?     | BK Frem − Randers Freja          | 3-0  |
| ?     | Ikast FS − Horsens fS            | 1-5  |
| ?     | KB − HIK                         | 2-1  |
| ?     | Korsør BK − Vanløse IF           | 0-1  |
| ?     | Køge BK − Vorup Frederiksberg BK | 3-2  |
| 7.10. | Vejle BK − Helsingør IF          | 4-1  |
| ?     | IK Viking − Aalborg Chang        | 2-8  |

### 5. runde

#### Hold
Femte runde (ottendedelsfinalerne) havde deltagelse af de seksten vinderhold fra fjerde runde. Holdene fordelte sig således mellem rækkerne:
| 1. division                                             | 2. division                                      | 3. division                 | Øvrige rækker |
| ------------------------------------------------------- | ------------------------------------------------ | --------------------------- | ------------- |
| AGF AB BK Frem KB Vejle BK Esbjerg fB B 1909 AIA B 1903 | Køge BK Brønshøj BK B 1913 Vanløse IF Horsens fS | Fremad Amager Aalborg Chang | Ingen         |

#### Kampe
| Kamp                    | Res. |
| ----------------------- | ---- |
| B 1913 − B 1909         | 3-6  |
| Esbjerg fB − KB         | 6-5  |
| BK Frem − Aalborg Chang | 6-5  |
| Fremad Amager − AGF     | 1-5  |

| Kamp                    | Res. |
| ----------------------- | ---- |
| Brønshøj BK − Køge BK   | 1-0  |
| B 1903 − AIA            | 2-1  |
| Vejle BK − AB           | 5-1  |
| Vanløse IF − Horsens fS | 2-3  |

### Kvartfinaler

#### Hold
Kvartfinalerne havde deltagelse af de otte vinderhold fra femte runde. Holdene fordelte sig således mellem rækkerne:
| 1. division                                   | 2. division            | 3. division | Øvrige rækker |
| --------------------------------------------- | ---------------------- | ----------- | ------------- |
| AGF BK Frem Vejle BK Esbjerg fB B 1909 B 1903 | Brønshøj BK Horsens fS | Ingen       | Ingen         |

#### Kampe
| Kamp                  | Res. |
| --------------------- | ---- |
| B 1903 − Esbjerg fB   | 2-3  |
| BK Frem − Brønshøj BK | 2-0  |

| Kamp                | Res. |
| ------------------- | ---- |
| Horsens fS − B 1909 | 3-2  |
| Vejle BK − AGF      | 1-2  |

### Semifinaler
Semifinalerne havde deltagelse af de fire vinderhold fra kvartfinalerne. Den ene semifinale var en gentagelse af en af semifinalerne fra året før, hvor BK Frem havde besejret AGF med 4-2. Dette år fik århusianerne imidlertid revanche, idet de vandt semifinalen på Århus Stadion med 4-1.
| Kamp          | Res. |
| ------------- | ---- |
| AGF − BK Frem | 4-1  |

| Kamp                    | Res. |
| ----------------------- | ---- |
| Horsens fS − Esbjerg fB | 1-3  |

### Finale
Finalen mellem de to vindere af semifinalerne blev spillet den 28. april 1957 i Københavns Idrætspark under overværelse af 25.800 tilskuere, hvilket var ny tilskuerrekord for en pokalfinale.
| Kamp             | Res. |
| ---------------- | ---- |
| AGF − Esbjerg fB | 2-0  |